# Ладушкин
Ладушкин (на руски: Ладушкин) е град в Русия, разположен в Багратионовски район, Калининградска област. Населението на града към 1 януари 2018 е 3937 души.